# Paramedmassa day
Genre
Espèce
Synonymes
- Allomedmassa day Dankittipakul & Singtripop, 2014

Paramedmassa day, unique représentant du genre Paramedmassa, est une espèce d'araignées aranéomorphes de la famille des Corinnidae.

## Distribution
Cette espèce se rencontre en Thaïlande, au Laos et en Chine au Yunnan,.

## Description
Le mâle holotype mesure 7,7 mm et la femelle paratype 7,5 mm.
Le mâle décrit par Jin, Zhang et Zhang en 2019 mesure 9,19 mm et les femelles de 9,06 à 10,13 mm.

## Systématique et taxinomie
Cette espèce a été décrite sous le protonyme Allomedmassa day par Dankittipakul et Singtripop en 2014. Elle est placée dans le genre Paramedmassa par Jin, Zhang et Zhang en 2019.

## Publications originales
- Dankittipakul & Singtripop, 2014 : Allomedmassa, a new spider genus from evergreen forests of Southeast Asia (Araneae: Corinnidae). Revue Suisse de Zoologie, vol. 121, no 1, p. 15-31 (texte intégral).
- Jin, Zhang & Zhang, 2019 : First records of the corinnid genera Allomedmassa Dankittipakul & Singtripop, 2014 and Medmassa Simon, 1887 from China, with the description of a new genus (Araneae: Corinnidae). Zootaxa, no 4585(3), p. 459-477.